# Pulosari (Jambon)
Pulosari is een bestuurslaag in het regentschap Ponorogo van de provincie Oost-Java, Indonesië. Pulosari telt 2566 inwoners (volkstelling 2010).